# Trifolium tembense
Trifolium tembense är en ärtväxtart som beskrevs av Johann Baptist Georg Wolfgang Fresenius. Trifolium tembense ingår i släktet klövrar, och familjen ärtväxter. Inga underarter finns listade i Catalogue of Life.